# Seventh Avenue (Manhattan)
Die Seventh Avenue ist eine breite Durchgangsstraße die New York Citys Stadtbezirk Manhattan quert. Sie ist 5,3 Kilometer lang und verläuft in nord-südlicher Richtung.
Zwischen der West 26th Street und der 42nd Street hat sie auch den Namen Fashion Avenue.
Seventh Avenue beginnt im West Village an der Clarkson Street (nahe dem James J Walker Park), wo die Varick Street zur Seventh Avenue South wird. Später kreuzt sie die Christopher Street und die Greenwich Avenue. Hinter dem Times Square wird die Seventh Avenue durch den Central Park unterbrochen-die 59th Street bildet hier die Südgrenze des Parks. Nördlich des Central Parks trägt sie den Namen Adam Clayton Powell Jr. Boulevard (benannt nach dem Politiker und Bürgerrechtler Adam Clayton Powell junior). Sie überquert auch den Harlem River über die Brücke Macomb’s Dam Bridge und führt in den Stadtteil Harlem.

## Geschichte
Der Bau der Seventh Avenue war bereits im Plan des Commissioners von 1811 beschlossen worden. Im frühen Teil des 20. Jahrhunderts war der südliche Teil der Seventh Avenue als Eleventh Street in Greenwich Village bekannt. Im September 1911 wurde die Straße verlängert, um Greenwich Village besser versorgen zu können. Eine nicht unerhebliche Anzahl von Gebäuden wurden dafür zerstört (unter anderem die Bedford Street Methodist Church aus dem Jahre 1840). Durch die Verlängerung wurde der Stadtteil, der heute als Tribeca bekannt ist, besser versorgt. Es ermöglichte auch die Erweiterung der U-Bahn New York City Subway, die 1918 in Betrieb genommen wurde.

## Wichtige Viertel und Gebäude
Südlich der 14th Street dient die Seventh Avenue als große Zugangsstraße zum West Village. Das ehemalige Saint Vincent’s Catholic Medical Center war eines der wichtigsten Krankenhäuser „downtowns“ an der Seventh Avenue und 11th Street.
Die Straße durchläuft den Garment District und trägt hier abschnittsweise den Namen Fashion Avenue. Damit soll die Bedeutung New Yorks als Modemetropole betont werden.
Seventh Avenue schneidet den Broadway und die 42nd Street am Times Square.
Zu den wichtigen Gebäuden der Seventh Avenue zählen:
- Carnegie Hall, 57th Street
- Madison Square Garden und Penn Station, 32nd Street
- Fashion Institute of Technology, 27th Street
- Alwyn Court Apartments, 58th Street
- AXA Center (original: The Equitable Tower), an der 51st Street.
- Das Chelsea Hotel in der 23rd Street zwischen der Eighth Avenue und der Seventh Avenue

## In der Kultur
Die Seventh Avenue ist in Büchern, Theaterstücken und Filmen erwähnt:
- Die Seventh Avenue wird in dem Song von Simon and Garfunkel "The Boxer" erwähnt.
- Im Stück A Thousand Clowns (1962) und der Verfilmung von 1965 wird die Seventh Avenue erwähnt.
- Im Song The Boston Rag von Steely Dan (1973) wird die Seventh Avenue erwähnt.
- Im Song "Shattered" von den Rolling Stones wird die Seventh Avenue erwähnt.
- Die Seventh Avenue wird ebenfalls in Dashiell Hammetts Der Malteser Falke erwähnt.
- Seventh Avenue war Titel einer Fernsehsendung aus dem Jahre 1977, die von der NBC produziert wurde. Es ging inhaltlich um Geschehnisse im Garment District.[5]
- Im Song New York City Boy von den Pet Shop Boys wird die Seventh Avenue erwähnt.
- Woody Allen erwähnt die Seventh Avenue in seinem Film "Anything Else" aus dem Jahr 2003.